# Olaf Schaftenaar
Olaf Schaftenaar (nacido en Utrecht, Holanda, el 15 de mayo de 1993) es un jugador de baloncesto holandés. Con 2,08 metros de altura juega en la posición de ala-pívot. Es hermano menor de Roeland Schaftenaar, también baloncestista profesional. 

## Trayectoria
Schaftenaar es un jugador formado en el Oregon State Beavers de la NCAA y jugó hasta la temporada 2015-16. Tras no ser drafteado en 2016, se comprometió con el Landstede Basketbal Zwolle de la FEB Eredivisie en la que jugaría durante tres temporadas. En la temporada 2018-19 se proclamó campeón de la liga neerlandesa con el conjunto de Zwolle, por primera en la historia del club.
En julio de 2019, firma por el Real Canoe Natación Club Baloncesto Masculino para jugar en LEB Oro la temporada 2019-20.
En julio de 2020, firma por el Bàsquet Girona de la Liga LEB Oro para disputar la temporada 2020-21.
El 25 de febrero de 2022, se compromete con el BC CSU Sibiu de la Liga Națională, la máxima competición de Rumanía.
El 10 de julio de 2022, firma por el Donar Groningen de la BNXT League, con el que promedia 9,1 puntos, 3,5 rebotes y 1,5 asistencias por partido, disputando 17 encuentros.
El 30 de diciembre de 2023, firma por el Club Melilla Baloncesto de la Liga LEB Oro. El 15 de enero de 2024, el Club Melilla Baloncesto comunica que el jugador deja de pertenecer al club.

### Selección nacional
Fue internacional con la selección de baloncesto de Holanda sub-20.
En septiembre de 2022 disputó con el combinado absoluto neerlandés el EuroBasket 2022, finalizando en vigesimosegunda posición.